# Wólka-Mogielnica
Wólka-Mogielnica est une localité polonaise de la gmina de Słupia Konecka, située dans le powiat de Końskie en voïvodie de Sainte-Croix.